# 田島列島
田島列島（日语：田島 列島，1984年或1985年－），日本女性漫畫家。舊筆名田谷野步（田谷野 歩／たやの あゆみ）。

## 人物簡介
多摩美術大學影像演劇學科畢業。數年後以《問候》（田谷野步名義）獲得MANGA OPEN 第24屆貞安圭獎。在青年漫畫雜誌《Morning》（講談社）出道。
2020年4月，《問候》、《水流向大海》都獲得第24屆手塚治虫文化獎新生獎。其作品評語在「用柔和的畫面和文字表達家庭和男人和女人的微妙之處的獨特性」。

## 作品列表
- 《田島列島短篇集問候》
  - 《問候》（MANGA OPEN 第24屆貞安圭獎得獎作品，之後刊登在《Morning》2008年44號（田谷野步名義））
  - （《Morning》2010年29號刊載（田谷野步名義））
  - （《Morning》2014年8號刊載）
  - （《Morning》2014年11號刊載）
  - （《Morning》2014年12號刊載）
  - （《Morning》2014年42號刊載）
  - 《Not Found》（《別冊少年Magazine》2017年12月號刊載）
- 《不讓小孩子知道》（《Morning》2014年14號－35號連載，〈Morning KC〉，分上下共2冊）
- 《水流向大海/若水沿流落于海》（《別冊少年Magazine》2018年10月號－2020年8月號，〈KC Deluxe〉，全3冊）
- 《未知華和茉里》（2022年10號 - 、既刊1巻）

## 專訪
- 2019年 《水流向大海》 田島列島專訪 | MANBA通信官網 （页面存档备份，存于）[4]

## 外部連結
- 田島列島的X（前Twitter） （日語）
- 不讓小孩子知道／田島列島 （页面存档备份，存于） （日語）－Morning作品試閱官網。